# Atlas (film, 2024)
Pour l’article homonyme, voir Atlas.
Pour plus de détails, voir Fiche technique et Distribution.
Atlas est un film de science-fiction américain réalisé par Brad Peyton et sorti en 2024. Il est diffusé sur Netflix.

## Synopsis
Dans le futur, l'Humanité a développé des robots dotés d'une intelligence artificielle pour s'occuper de diverses tâches au sein de la société, comme le transport, l'assistance médicale ou encore domestique grâce à la scientifique visionnaire, le docteur Val Shepherd. Mais un robot renégat du nom de Harlan, l'assistant personnel de Val, a reprogrammé l'ensemble des robots pour s'attaquer à l'humanité. Ayant subi une campagne terroriste sans précédent qui fit des morts par millions, l'Humanité s'unifia sous l'égide de la Coalition internationale des Nations pour riposter. À la suite des victoires militaires de la Coalition, Harlan fut contraint de s'exiler sur une autre planète, n'envoyant qu'un message dans lequel il promet de revenir achever son œuvre.
28 ans plus tard, Atlas Shepherd, la propre fille du docteur Shepherd, est totalement opposée à l'intelligence artificielle et travaille avec la Coalition pour éliminer les cellules terroristes robotiques qu'Harlan a laissé derrière lui lors de son exil en prévision de son retour. La capture du propre bras droit de Harlan, un robot du nom de Casca Decius, va lui donner l'opportunité de retrouver Harlan pour le mettre hors d'état de nuire une bonne fois pour toutes. Mais la mission tourne mal, et Atlas se retrouve perdue sur un monde hostile avec pour seule allié Smith, une IA envers qui elle n'a aucune confiance. Pour survivre, elle devra surmonter son aversion pour l'intelligence artificelle et travailler avec Smith afin d'accomplir sa mission.

## Fiche technique
Sauf indication contraire, les informations mentionnées dans cette section peuvent être confirmées par les bases de données cinématographiques IMDb et Allociné,  présentes dans la section « Liens externes ».
- Titre original : Atlas
- Réalisation : Brad Peyton
- Scénario : Leo Sardarian et Aron Eli Coleite
- Musique : Andrew Lockington
- Montage : Bob Ducsay
- Photographie : John Schwartzman
- Production : Jennifer Lopez, Greg Berlanti, Jeffrey Fierson, Joby Harold, Benny Medina, Brad Peyton, Sarah Schechter, Tory Tunnell, Elaine Goldsmith-Thomas
  - Production déléguée : Matt Schwartz, Michael Riley McGrath
- Sociétés de production : Netflix, ASAP Entertainment, Nuyorican Productions, Safehouse Productions
- Sociétés de distribution : Netflix
- Genre : science-fiction, action, thriller
- Durée : 118 minutes
- Dates de sortie : 24 mai 2024 (sortie mondiale sur Netflix)

## Distribution
- Jennifer Lopez (VF : Annie Milon) : Atlas Maru Shepherd
- Simu Liu (VF : Arthur Khong) : Harlan
- Sterling K. Brown (VF : Baptiste Marc) : colonel Elias Banks
- Gregory James Cohan (VF : Gilduin Tissier) : Smith (voix)
- Mark Strong (VF : Serge Faliu) : général Jake Boothe
- Abraham Popoola (VF : Vincent Touré) : Casca Decius
- Lana Parrilla (VF : Nathalie Homs) : Val Shepherd

 Source et légende : version française (VF) sur RS Doublage et selon le carton du doublage français.

## Production
Le scénario original est écrit par Leo Sardarian. Aron Eli Coleite procède ensuite à des réécritures. Simu Liu, Sterling K. Brown et Abraham Popoola rejoignent la distribution en août 2022. En septembre 2022, Lana Parrilla est également confirmée.
Le tournage débute le 26 août 2022. Il se déroule à Los Angeles et en Nouvelle-Zélande. Les prises de vues s'achèvent fin novembre 2022.

## Sortie et accueil
Atlas est diffusé sur Netflix dans le monde dès le 24 mai 2024.
Le film reçoit des critiques globalement négatives. Sur le site d'agrégation de critiques Rotten Tomatoes, le film n'obtient que 18 % d'avis favorables, pour 22 critiques et une note moyenne de 4⁄10. Sur le site Metacritic, qui utilise une moyenne pondérée, le film obtient la note de 37⁄100 pour 27 critiques.